# Rostfarbene Bulldoggfledermaus
Die Rostfarbene Bulldoggfledermaus (Chaerephon russatus) ist ein im westlichen und zentralen Afrika verbreitetes Fledertier in der Gattung der Freischwanzfledermäuse. Das Typusexemplar stammt aus dem Osten der Demokratischen Republik Kongo. Da der Gattungsname männlich ist, ist die Schreibweise russata für den Artzusatz nicht mehr gültig. In älteren Abhandlungen wurde die Art den Gattungen Faltlippenfledermäuse oder Mops zugerechnet.

## Merkmale
Mit einer Kopf-Rumpf-Länge von 64 bis 73 mm, einer Schwanzlänge von 29 bis 37 mm und einem Gewicht von 16 bis 19 g zählt die Art zu den kleinen Gattungsvertretern. Sie hat 42 bis 46 mm lange Unterarme, Hinterfüße von 9 bis 12 mm Länge und 19 bis 23 mm lange Ohren. Das rotbraune bis sepiabraune Fell der Oberseite mit weißlichen Punkten ist zwischen den Schultern dünn. Unterseits ist helleres braunes Fell vorhanden. Weißliche Flecken auf der Bauchmitte oder weißliche Seitenstreifen fehlen. Typisch für den Kopf sind eine gefaltete Oberlippe mit stachligen Haaren und schwarzbraune Ohren, die auf der Stirn mit einem Hautstreifen verbunden sind. Kennzeichnend sind schwarzbraune Flügel, die im äußeren Bereich durchscheinend sind. Der Schwanz ragt deutlich aus der braunen Schwanzflughaut heraus.

## Verbreitung und Lebensweise
Fundorte dieser Fledermaus reichen von Liberia entlang der Küste bis Ghana und von Kamerun bis in die nordöstliche Demokratische Republik Kongo. Ein Einzelfund ist vom Hell’s-Gate-Nationalpark in Kenia bekannt. Die Rostfarbene Bulldoggfledermaus lebt vorwiegend in ursprünglichen tropischen Wäldern, Buschländer und Savannen mit Akazien. Sie meidet, soweit bekannt, bewohnte Gebiete.
Die nachtaktiven Exemplare ruhen am Tage in Baumhöhlen. Dort bilden sie Gruppen, die bis zu 27 Mitglieder enthalten. Spezielle Informationen zur Art fehlen, doch Bulldoggfledermäuse jagen allgemein Insekten. Im Nordosten des Verbreitungsgebiets waren Weibchen im September mit einem Embryo trächtig.

## Gefährdung
Die westlichen Populationen sind vermutlich durch Waldrodungen bedroht. Die IUCN listet die Art mit unzureichender Datenlage (data deficient) aufgrund fehlender Angaben zur Populationsgröße.